# Parafia Świętych Apostołów Piotra i Pawła w Słupsku
Parafia Świętych Apostołów Piotra i Pawła – parafia prawosławna w Słupsku, w dekanacie Koszalin diecezji wrocławsko-szczecińskiej.
Na terenie parafii funkcjonuje 1 cerkiew:
- cerkiew Świętych Apostołów Piotra i Pawła w Słupsku – parafialna

## Historia
Wyznawcy prawosławia po raz pierwszy pojawili się w Słupsku w XVIII wieku, w okresie wojny siedmioletniej. Byli to żołnierze rosyjscy, którzy stacjonowali w mieście niespełna rok, na przełomie 1759/1760. Na koszary dla nich przeznaczono ówczesny kościół św. Mikołaja (dzisiejszą Bibliotekę Miejską); w budynku kościelnym urządzono też cerkiew.
Bezpośrednio po zakończeniu II wojny światowej, wśród ludności przybywającej w ramach repatriacji było wielu prawosławnych. Pierwsze nabożeństwa w Słupsku odprawiano już w maju 1946, w XIX-wiecznym poewangelickim kościele, który przystosowano do potrzeb liturgii prawosławnej. Obiekt ten po dziś dzień służy słupskiej wspólnocie. Parafia została erygowana 23 maja 1947. Początkowo liczyła około 100 rodzin. Wskutek późniejszych migracji, liczba wiernych znacznie się zmniejszyła. W 2013 do parafii należało około 60 osób.

## Wykaz proboszczów
- 1947–1961 – ks. Piotr Weremczuk
- 1961–1981 – ks. Dymitr Doroszkiewicz
- 1981–1995 – ks. Jerzy Charytoniuk
- 1995–1998 – ks. Sławomir Troc
- od 1998 – ks. Mariusz Synak